# Kavitacija
Kavitacija je hidrodinamični pojav, pri katerem se pojavijo mehurčki v kapljevini. To se po navadi zgodi, ko je kapljevina izpostavljena hitrim spremembam tlaka. Mehurčki se pojavijo na mestu, kjer je nizek tlak. Če se pojavi pri velikih tlakih, mehurčki potem implodirajo in pri tem ustvarijo močne udarne valove.
Kavitacija lahko povzroči poškodbe strojnih delov. Ko mehurčki implodirajo s tem obrabljajo površino npr. propelerja ali impelerja. Zato je preprečitev kavitacije eden izmed glavnih ciljev dinamike tekočin. Če mehurčki implodirajo proč od stojnih delov, ne povzročajo škode. Pri vojaških podmornicah je nezaželena, ker poveča hrup in poveča možnost detekcije. Kavitacija s pojavi tudi v naravi npr. na skalah pri hitrotekoči reki, še posebej kjer je velik padec npr. vodni slap.
V nekaterih primerih je uporabna, npr. superkavitacija na torpedih zmanjša vodni upor.
Kavitacijo je prvi študiral Lord Rayleigh ob koncu 19. stoletja.